# 衍氏の戦い
衍氏の戦い（えんしのたたかい）は、紀元前238年（秦王政9年）に発生した戦い。秦の楊端和が魏の衍氏を落とした。秦の統一戦争前の小規模な戦争である。

## 衍氏の戦い
秦王政は嫪毐の反乱を鎮圧し、呂不韋を失脚させ国の実権を手に入れた。秦王政は中華を統一する為に、楊端和に魏の衍氏攻略を命じた。戦闘の経緯は不明だが、楊端和は衍氏を落とした。